# Georges Jaccottet (personnalité politique)
 (juillet 2024).
Si vous disposez d'ouvrages ou d'articles de référence ou si vous connaissez des sites web de qualité traitant du thème abordé ici, merci de compléter l'article en donnant les références utiles à sa vérifiabilité et en les liant à la section « Notes et références ».
Georges Jaccottet, né le 20 juillet 1909 à Vevey, et mort le 20 décembre 2001 à Lausanne, de confession réformée et d’une famille originaire d’Echallens, est un homme politique suisse affilié au parti libéral.

## Biographie
Georges Jaccottet est fils de Georges-Jean Jaccottet, rédacteur en chef de la Tribune de Lausanne, et de Louise-Cécile, née Masson. Son frère Claude Jaccottet, a fait carrière d’architecte. Georges Jaccottet épouse en 1938 la comédienne et militante féministe Simone Jaccottet, née Dubois.
Jaccottet, membre depuis 1928 de la société d’étudiants de Belles-Lettres, étudie le droit aux universités de Lausanne, de Munich et à l’université Humboldt de Berlin. Il obtient la licence en droit, puis en 1935 un doctorat.
De 1936 à 1938, il est greffier au tribunal cantonal, puis, bien qu'ayant obtenu en 1938 sa patente d’avocat, il est rédacteur de la Gazette de Lausanne de 1939 à 1949. En 1948-1949, il est également vice-président de l’association Medias suisse (Verein der Schweizer Presse), et obtient le grade de major dans la justice militaire suisse.
Pour ce qui est de sa carrière politique comme représentant du parti libéral suisse, Jaccottet siège jusqu’en 1949 au Conseil communal de Lausanne, puis entre à la Municipalité de cette même ville, où il dirige le Service des écoles de 1950 à 1969. En parallèle, il siège comme député libéral Grand Conseil du Canton de Vaud de 1949 à 1964, et, de 1963 à 1971 à Berne au Conseil national.
En outre, il appartient de 1956 à 1973 au Synode de l’Église évangélique réformée du canton de Vaud et est, de 1970 à 1977, délégué du Conseil d’État pour la protection des biens culturels, mettant en place, à ce titre, le tout nouvel Office cantonal vaudois pour la Protection des biens culturels en Suisse.